# جون باتل (كرة سلة)
جون باتل (بالإنجليزية: John Battle)‏ مواليد 9 نوفمبر 1962 في واشنطن العاصمة، هو لاعب كرة سلة أمريكي سابق بدأ مسيرته الاحترافية في سنة 1985. تم اختياره من قبل فريق أتلانتا هوكس خلال الدرافت. يبلغ طوله 6 قدم 2 بوصة (1.9 م). اعتزل اللعب في 1995.

## روابط خارجية
- جون باتل على موقع إن بي أي (الإنجليزية)
- جون باتل على موقع سبورتس رفرنس (الإنجليزية)
- جون باتل على موقع كلية كرة السلة في سبورتس رفرنس.كوم (الإنجليزية)
- جون باتل على موقع ريلجم (الإنجليزية)
- جون باتل على موقع بروبوليرز (الإنجليزية)